# Saskia Schirmer
Saskia Schirmer, född 18 december 2003, är en tysk rodelåkare.

## Karriär
Vid VM 2024 i Altenberg tog Schirmer guld tillsammans med Julia Taubitz, Tobias Wendl, Tobias Arlt, Max Langenhan och Dajana Eitberger i lagstafetten.